# ウェンディ・トクダ
ウェンディ・トクダ（Wendy Tokuda）はアメリカ合衆国のテレビジャーナリスト。

## 概要
1974年から1977年までワシントン州シアトルのKING-TVでリポーター兼アンカーを務めた後、サンフランシスコでKPIX-TVのリポーター兼共同アンカーとして、デイブ・マケルハットンと共に同局の夕方のニュース番組の14年間務めた。
1991年、ロサンゼルスのKNBCに移籍し、ビル・ラガットゥータ、その後リック・チェンバーズと共にリポーター兼週末版アンカーを務めた。翌年、トクダはKABC-TVで13年後にKNBCに復帰したポール・モイヤーと共に平日17:00と23:00のニュースに移動した。しかし、数ヶ月後、トクダは両方の番組を降り、ジェス・マーロウと共に18:00のニュースに再割り当てされた。1997年、サンフランシスコに戻り、KRON-TVで16:00のニュースでパム・ムーアの共同アンカーに就任した。
トクダはKRON-TVを退職し、2007年にKPIX-TVに復帰した。その後、大学に進学したい低所得の高校生をプロファイリングするプログラム「Students Rising Above」などの特別プロジェクトに取り組んだ。
2016年8月19日に引退した。
トクダの娘はアメリカの小説家で児童書作家のマギー・トクダ＝ホールである。弟はワシントン州下院議員のキップ・トクダである。